# Церелии
Церелиите (gens Caerellia) са фамилия от Древен Рим.
Известни от фамилията:
- Церелия, философ, приятел на Цицерон
- Церелий Приск, префект в Тракия и Мизия 161 и 169 г.; управител на Британия през 170- те г.
- Гай Церелий Сабин, 185 г. управител на Реция и легат на III Италийски легион.
- Квинт Церелий, покровител на граматика и автора Цензорин, който му посвещава 238 г. за рождения ден De Accentibus и De Die Natali